# Charles Augustin Wauters
Pour les articles homonymes, voir Wauters.

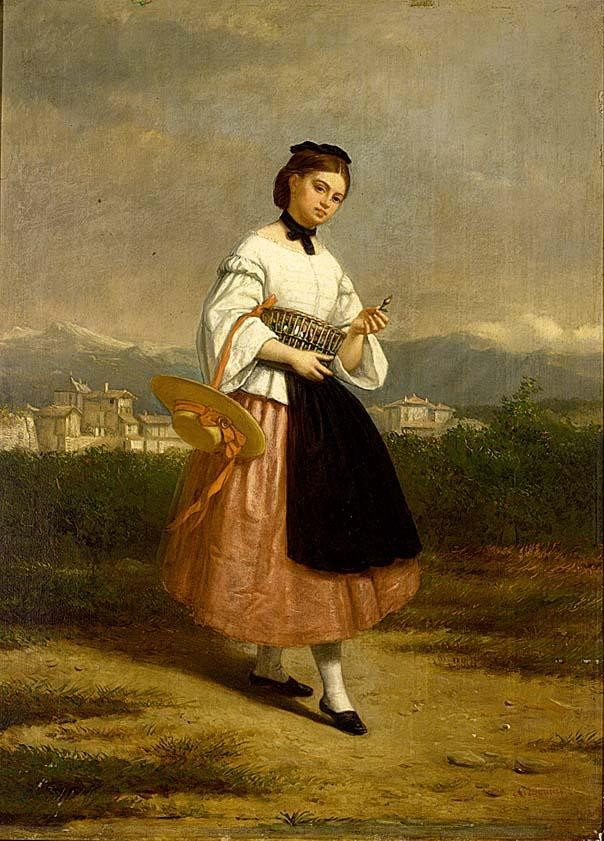
Fille en costume folklorique italien.

Charles Augustin Wauters, né le 23 avril 1808 à Boom et mort le 4 novembre 1869 à Malines, est un peintre et graveur belge de genre et d'histoire.

## Biographie
Charles Augustin Wauters étudie à l'Académie de Malines et à la Académie royale des beaux-arts d'Anvers sous la direction de Mathieu-Ignace Van Brée de 1829 à 1833. Il poursuit sa formation à Paris, où il est conseillé par les peintres Paul Delaroche et Ary Scheffer.
De retour en Belgique, il travaille à Malines et y est nommé directeur de l'académie des beaux-arts. En 1836, il reçoit une médaille d'argent au Salon de Bruxelles pour des œuvres représentant une Famille malheureuse et la Mort de Marie de Brabant. Le tableau historique Marie de Bourgogne (au Salon de Bruxelles de 1839) rappelle un autre épisode de l'histoire nationale de la Belgique.
En 1842, il entreprend un voyage d'étude en Italie. Au Salon d'Anvers de 1843, Wauters expose plusieurs scènes de la vie italienne et un tableau représentant la vie de Dante Alighieri.
Wauters participe à l'exposition universelle de 1855 à Paris.

## Distinction
- Chevalier de l'ordre de Léopold (22 septembre 1849)[2].